# Баринов, Александр Владимирович
Алекса́ндр Влади́мирович Ба́ринов (род. 4 июня 1962, Москва, СССР) — советский и российский актёр театра и кино. Заслуженный артист Российской Федерации (2004).
С 2021 года — актёр Театра на Таганке. С 2008 по 2021 год — актёр театра «Содружество актёров Таганки». В 2006—2008 годах — актёр МХАТа им. Горького. С 1986 по 1996 год — актёр Московского театра имени А. С. Пушкина.

## Биография
Родился 4 июня 1962 года в Москве. Поступил в ГИТИС (мастерская Оскара Ремеза). Дипломные спектакли на курсе ставили Пётр Фоменко, Кама Гинкас и Олег Кудряшов. Его однокурсниками были известные ныне актёры Леонид Громов, Роман Мадянов, Ирина Розанова и Игорь Угольников.
После окончания института был призван в армию, служил в укрепрайоне. По возвращении был принят в Московский драматический театр имени А. С. Пушкина.
Первой работой в кино стала роль Боцмана в фильме «За всё заплачено» режиссёра Алексея Салтыкова.
В театре, как и в кино, Александру Баринову достаются очень разные роли, от комедийных до глубоко трагических. В фильме «Под куполом цирка» Баринов в одном из эпизодов сыграл женщину.
Играл такие роли, как апостол Пётр «Бедный Иуда» по Л. Андрееву, и Треплев в спектакле «Чайка» театра «Мел», Городничий в спектакле «Ревизор», Фамусов в «Горе от ума», Автор в «Капитанской дочке», Сильвер в «Острове сокровищ» и масса других ролей в спектаклях для детей и взрослых.
Затем два сезона был актёром МХАТ имени Горького.
С 2008 по 2021 год — один из ведущих актёров театра «Содружество актёров Таганки», где был занят в спектаклях «Афган», «Четыре тоста за победу», «Миллионерша», «Очень простая история», «Концерт по случаю конца света», «Чао», «Любовь до потери памяти», «Доктор Чехов обхохочешься», где Александр играет самого А. П. Чехова. В сентябре 2021 года вошёл в труппу Театра на Таганке после её объединения с труппой «Содружества».
В театральном агентстве «Интербал» у Баринова две антрепризы: «Опасные мальчики» и «Во всём виновата Ж». А также в театре антрепризные спектакли «Бестия» и «Про Федота стрельца» роль — генерал.
Баринов снимается в кино и сериалах: на его счету — около 70 ролей, в том числе главные роли в картинах: «За всё заплачено», «Под куполом цирка», «Степан Сергеевич», «Тутэйшыя», «Золото Югры», «Конец света», «Глухарь», «Меч», «Шахта» и другие.
В аудиоспектаклях «Дело № 1937» и «Государь всея Сети» проекта «Букворечник» можно услышать голос актёра.
Принимал участие во многих выпусках передачи «Оба-на!» Игоря Угольникова. Неоднократно снимался в киножурнале «Фитиль».
Принял участие в озвучке компьютерных игр Mass Effect, The Elder Scrolls V: Skyrim, Ведьмак 2: Убийцы королей и другие.
Александр Баринов является автором-исполнителем песен и баллад. В июне 2019 года вышел первый авторский диск Александра Баринова «По другим адресам». В феврале 2020 года вышел второй авторский диск «Эра Водолея». В начале февраля 2022 года вышел третий авторский диск «Время Зеро».
В 2014 году в издательстве «Навона» вышла книга Баринова, сказка в стихах «На развилке трёх дорог».

## Роли в кино
- 1988 — За всё заплачено — «Боцман»
- 1989 — Степан Сергеич — Александр Петров, детдомовец, сын репрессированных родителей, регулировщик аппаратуры в НИИ
- 1989 — Под куполом цирка — Руслан
- 1989 — Катала — картёжник (эпизод)
- 1990 — Наша дача — Володя Федотов
- 1991 — Ятринская ведьма — Бутрим
- 1991 — Нежный образ твой (фильм-спектакль) — Аполлон
- 1991 — Люк (СССР, Польша) — Михалыч
- 1992 — Слава Богу, не в Америке… (Россия, Беларусь) — террорист
- 1993 — Тутэйшыя (Беларусь) — Никита
- 1996 — Научная секция пилотов — Геныч
- 1997 — Криминальный отдел — похититель
- 1998 — Отражение — «браток»
- 2000 — Любовь до гроба — Сева
- 2001 — Сезон охоты 2 — Дробышев
- 2001 — Парижский антиквар — сотрудник ФСБ
- 2001 — Золото Югры — Сергей
- 2004—2013 — Кулагин и партнёры
- 2004 — Мелюзга — крестьянин
- 2004 — Евлампия Романова. «Созвездие жадных псов» — Матвей
- 2005 — Адвокат-2 — Борис Боярышников, продюсер (серия «Главная роль»)
- 2006 — Детективы — Дмитрий Тропарёв, («Собаки», 148 серия)
- 2006 — Конец света — Юрий Чернов
- 2007 — Так бывает — Александр, доктор
- 2007 — След — профессор Зайцев («Роковое кольцо», 74 серия)
- 2007 — Судебная колонка — Валентин Асмус, («Ребёнок на заказ»)
- 2007 — Морская душа — бывший офицер Иван Парамонович Стешин (нет в титрах)
- 2007 — Морозов — Тимофей Сенников
- 2007 — Диверсант. Конец войны — эпизод
- 2008 — Александровский сад-3 — полковник Егоров, правая рука Берии
- 2008 — Срочно в номер-2 — майор милиции Антон Бокарев, («Случай на турбазе», фильм 5)
- 2008 — Красное на белом — «инвалид»
- 2008 — Котов — прораб Константин Антонов
- 2008 — Глухарь — майор милиции, командир роты ДПС Виталий Павлович Игнатьев[5][6]
- 2009 — Час Волкова-3 — Журов, (серия «Палач»)
- 2009 — Безмолвный свидетель-3 — Николай Кощеев (серия «Клыки»)
- 2009 — Глухарь-2 — Виталий Павлович Игнатьев, подполковник милиции, бывший начальник Дениса Антошина
- 2009 — Из жизни капитана Черняева — майор Фёдор Степанович Ващук
- 2009 — Катя — старший оперуполномоченный Караваев (нет в титрах)
- 2009 — Криминальное видео-2 — Селиванов, («Чёрный человек»)
- 2009 — Меч — Николай Павлович Савкин, полковник ФСБ в отставке[5][7][8]
- 2010 — УГРО. Простые парни-3 — начальник службы безопасности завода Дмитрий Михайлович Ракитин («Третий патрон»)
- 2010 — Преступление будет раскрыто-2 — Виктор Суханов, полярник, отец убитой Марины («Путь к небу»)
- 2010 — Москва. Три вокзала — бомж Кушнарёв («Танкист»), (серия «Визит дамы»)
- 2010 — Девятый отдел — Николай Нарымов, («Средь бела дня», фильм № 2)
- 2010 — Братаны-2. Продолжение — Валдай
- 2010 — Адвокатессы — Михаил Овсянников, («Дело о ДТП», фильм № 7)
- 2010 — Шахта — Виктор Андреевич Куприянов, отец Антона, хирург
- 2010 — Час Волкова-4 — Кирилл («Тридцать лет спустя»)
- 2011 — Солдатские сказки Саши Чёрного — Атаман
- 2011 — Пятницкий — Виталий Павлович Игнатьев, подполковник милиции, начальник РО ГИБДД («Один из нас»)
- 2011 — Правила маскарада — оперуполномоченный Белых
- 2011 — Лесник — майор ФСБ Сергей Ростовцев («Золото» Фильм № 9)
- 2011 — Дом ветра
- 2011 — Глухарь-3 — Виталий Павлович Игнатьев, подполковник милиции, бывший начальник Дениса Антошина («Нелюди»)
- 2012 — Пятницкий. Глава вторая — Виталий Павлович Игнатьев, подполковник милиции, начальник РО ГИБДД
- 2012 — Паутина-6 — Евгений Петрович Дорогов, директор НИИ
- 2012 — Карпов — Виталий Павлович Игнатьев, подполковник милиции, начальник РО ГИБДД
- 2013 — Чужой среди своих — Степан Викторович Панченко
- 2013 — Умник — Константин Громов (11-я серия)
- 2015 — Дельта. Продолжение — Михаил
- 2015 — «Вера» — Борис Георгиевич, эксперт-криминалист
- 2017 — Перекаты судьбы — Кузнецов
- 2021 — Русская кибермилиция — Юрий Михайлович, капитан милиции[9]
- 2022 — Ростов-2 — Соломон Моисеевич Стахурский («Нитка»)

## Роли в театрах
- «Крик», МДТ имени Пушкина — Олег
- «Сон в летнюю ночь», Уильям Шекспир, МДТ имени Пушкина — Основа
- «Любовь под вязами», МДТ имени Пушкина — Эбин
- «Принцесса Брамбилла», МДТ имени Пушкина — Челионатти
- «Аленький цветочек», реж. Л. Лукьянов, МДТ имени Пушкина — Чудище
- «Комната смеха», МДТ имени Пушкина — Околоточный
- «Капитанская дочка», Александр Пушкин — рассказчик
- «Бедный Иуда» — Апостол Пётр
- «Чайка», А. П. Чехов — Треплев
- «Остров сокровищ», Р. Стивенсон, — Джон Сильвер
- «Бременские музыканты», Классный театр — шут
- «Ревизор», Н. Гоголь, Классный театр — городничий
- «Пианино в траве», Ф. Саган, Классный театр — Луи
- «Упыри», А. Толстой, Классный театр — Федот
- «Сокровища Петера», В. Гауфф, реж. С. Харлов, МХАТ им. Горького — Михель-голландец
- «Русский водевиль», Н. Некрасов, В. Сологуб, реж. Т. Доронина, МХАТ им. Горького — Кочергин
- «Заложники любви», Ю. Поляков, реж. С. Кутасов, МХАТ им. Горького — Костя
- «На дне», М. Горький, реж. В. Белякович, МХАТ им. Горького — Медведев
- «Полоумный Журден», М. Булгаков, реж. Т. Доронина, МХАТ им. Горького — философ Панкрасс
- «Афган», реж. Н. Губенко, «Содружество актёров Таганки» — комбат
- «Четыре тоста за победу», «Содружество актёров Таганки», реж. Н. Губенко — исполняет стихи, песни, прозу военных лет
- «Миллионерша», Б. Шоу, «Содружество актёров Таганки», реж. А. Тынкасов — доктор-египтянин
- «Чао», Саважон, «Содружество актёров Таганки», реж. А. Тынкасов — Мартине
- «Очень простая история», М. Ладо, «Содружество актёров Таганки», реж. Н. Губенко — сосед
- «Концерт по случаю конца света», «Содружество актёров Таганки», реж. Н. Губенко — Николай Первый, также читает стихи военных лет
- «У меня меня украли», антреприза, реж. Е. Королева — Александр исполняет две роли: бывший сотрудник НИИ, бомж Клим и Жан Аркадьевич Климов, артист эстрады. В спектакле звучит песня, написанная Александром для спектакля в авторском исполнении
- «Опасные мальчики», антреприза, реж. О. Петян — Кузякин
- «Ненавижу Жанна», антреприза, реж. В. Устюгов — Изумрудов
- «Бестия», антреприза, реж. Александр Васютинский — Жора
- «Про Федота-стрельца, удалого молодца», реж. А. Вилькин — Генерал
- «Нечистая сила», В. Пикуль, «Содружество актёров Таганки», реж Н. Н. Губенко — Михаил Владимирович Родзянко
- «Любовь до потери памяти», «Содружество актёров Таганки» реж. В. Завикторин — доктор
- «Спасти Хлестакова», «Содружество актёров Таганки» реж. М. Федосова —Ляпкин-Тяпкин
- «Доктор Чехов обхохочешься» «Содружество актёров Таганки» реж. Н. Старкова — А. П. Чехов

## Озвучивание мультфильмов
- 2006 — Князь Владимир — языческий жрец Кривжа[10]